# Doug Ingle
Douglas Lloyd „Doug“ Ingle (* 9. September 1945 in Omaha, Nebraska; † 24. Mai 2024) war ein US-amerikanischer Musiker. Er war Gründungsmitglied und zunächst Organist, Komponist und Leadsänger der Band Iron Butterfly.

## Leben und Karriere
Ingle kam bereits früh durch seinen Vater Lloyd, einen Kirchenorganisten, in Kontakt mit Musik. Kurz nach seiner Geburt zog die Familie von Nebraska in die Rocky Mountains und später nach San Diego.
Er arbeitete bei Iron Butterfly an den Alben Heavy, In-A-Gadda-Da-Vida, Ball und Metamorphosis mit. Das bekannteste Lied der Band, In-A-Gadda-Da-Vida, stammt aus seiner Feder. Mit den anderen Bandmitgliedern schrieb er gemeinsam an den Hits Soul Experience, In the Time of Our Lives und Easy Rider. Ingle verließ die Gruppe 1971. Weiterhin spielte er in den frühen 1970er-Jahren kurzzeitig bei Stark Naked and the Car Thieves.
Im Jahre 1994 kehrte Ingle zu Iron Butterfly zurück und wollte mit der neuen Band auch ein Album aufnehmen. Es kam jedoch nie dazu, und Ingle stieg 1999 wieder aus. Ingle, der 1970 bereits Multimillionär war, war nach dem Ende der Band insolvent und musste seine Farm in den Woodland Hills sowie einige Instrumente verkaufen. Erst im Jahre 1986 war er bei der IRS schuldenfrei. 
Gelegentlich tourte er seit seinem Ausstieg mit den früheren Bandmitgliedern, war aber an keinem der Folgealben Scorching Beauty und Sun And Steel beteiligt. Von 1974 bis 1978 betrieb Ingle einen Campingplatz für Wohnmobile im Los Angeles National Forest. Er bemalte außerdem viele Häuser in Kalifornien, Washington und Oregon.
Ingle war dreimal verheiratet und hatte insgesamt sechs Kinder sowie drei Stiefkinder. Er starb am 24. Mai 2024 im Alter von 78 Jahren.